# Telesto smithi
Telesto smithi is een zachte koraalsoort uit de familie Clavulariidae. De koraalsoort komt uit het geslacht Telesto. Telesto smithi werd in 1869 voor het eerst wetenschappelijk beschreven door Gray. 